# ميلاد جعفري
ميلاد جعفري (بالفارسية: میلاد جعفری) هو لاعب كرة قدم إيراني في مركز الوسط، ولد في 11 يوليو 1989 في إيران. لعب مع نادي استقلال أهواز ونادي مس كرمان ونادي نفط مسجد سليمان ونادي نفط وغاز كسجاران.

## وصلات خارجية
- ميلاد جعفري على موقع قاعدة بيانات كرة القدم.إي يو (الإنجليزية)
- ميلاد جعفري على موقع Soccerway.com (الإنجليزية)